# Monteforte Irpino
Monteforte Irpino est une commune italienne de la province d'Avellino dans la région Campanie en Italie.

## Administration
| Période                                  | Période | Identité     | Étiquette | Qualité |
| ---------------------------------------- | ------- | ------------ | --------- | ------- |
|                                          |         | Sergio Nappi |           |         |
| Les données manquantes sont à compléter. |         |              |           |         |

### Communes limitrophes
Avellino, Contrada (Italie), Forino, Mercogliano, Moschiano, Mugnano del Cardinale, Taurano, Visciano (NA)